# Drassodes himalayensis
Drassodes himalayensis är en spindelart som beskrevs av Benoy Krishna Tikader och Gajbe 1975. Drassodes himalayensis ingår i släktet Drassodes och familjen plattbuksspindlar. Inga underarter finns listade i Catalogue of Life.